# HD 91312
HD 91312 — кратная звездная система в созвездии Большой Медведицы. Слабо видимая невооруженным глазом, она является самой яркой звездой Большой Медведицы без собственного названия с видимой звездной величиной 4,72.  Система расположена на расстоянии 109 световых лет от Солнца. Радиальная скорость мала, но, по-видимому, она равна ~9 км/с.
Звезда была идентифицирована как визуальная двойная Джоном Гершелем в 1831 году.  Угловое расстояние между парами составляет 23 секунды, что эквивалентно ~796 а.е. Вариации радиальной скорости, а также прямые изображения указывают на присутствие второго компаньона малой массы. Этот компаньон является красным карликом и вращается вокруг главного компонента по орбите с большой полуосью 9,7 а.е. Это молодая система, возраст которой составляет около 200 миллионов лет. В системе присутствует избыток инфракрасного излучения от околозвездного диска . Диск имеет среднюю температуру 35 К и находится на расстоянии 218.1 а.е. от двух компонентов.